# Gbégbé
Le Gbégbé est, en Côte d'Ivoire, une danse traditionnelle du pays Bétés, appréciée dans les manifestations publiques de réjouissance ou de deuil. Pratiquée dans tous les villages Bétés, sa pratique s'est étendue au-delà de la région du centre-ouest de la Côte d'Ivoire.